# Oxygonum lineare
Oxygonum lineare là một loài thực vật có hoa trong họ Rau răm. Loài này được De Wild. mô tả khoa học đầu tiên năm 1928.